# 韓威 (唐朝)
韩威（?—?），唐朝将领。
唐太宗贞观年间，韩威任松州都督。当时吐蕃日盛。贞观十二年（638年）韩威治下阔州刺史别丛卧施、诺州刺史把利步利等率诸羌反唐，归附吐蕃，韩威出讨不利，据城固守。八月廿七日，唐朝任命吏部尚书侯君集为当弥道行军大总管，八月廿九日，任命右领军大将军执失思力为白兰道、左武卫将军牛进达为阔水道、左领军将军刘简为洮河道行军总管，统率步、骑兵五万人攻打吐蕃。松州之战，唐朝获胜，与吐蕃化兵戈为和亲。贞观二十年（646年）至贞观二十二年（648年）任伊州刺史。唐伐龟兹，贞观二十二年（648年）十月，阿史那社尔进驻碛口，离龟兹都城三百里，派韩威率领一千多骑兵为前锋，骁卫将军曹继叔紧随其后。短兵相接，韩威引兵假装后退，龟兹兵追击三十里，韩威与曹继叔的军队会合。曹继叔乘机反击，龟兹大败。闰十二月初一，郭孝恪阵亡，曹继叔、韩威在城外扎营，从城西北角进攻龟兹。经过一夜激战，那利的兵马撤退，唐军杀死龟兹兵三千多人。